# Bukova Glava
Bukova Glava je naselje u gradu Leskovcu, Jablanički upravni okrug, Srbija. Prema popisu iz 2022. godine u Bukovoj Glavi je živjelo 210 stanovnika.